# 1886 في الجزائر
فيما يلي قوائم الأحداث التي وقعت خلال عام 1886 في الجزائر.

## الحكم
- .الإحتلال الفرنسي

## الأحداث
- افتتاح مقر بلدية وهران
- في العام الدراسي 1885/1886، لم تتوفر فرص التعليم إلا لحوالي خمسة آلاف طفل جزائري، من بين حوالي خمسمائة ألف طفل، كانوا في سنّ التّعليم [1]

## المواليد
- مرزوق عيسي بن رابح الهلالي المعروف عيسي جرموني ببلدية متوسة ولاية خنشلة وتوفي في 16 ديسمبر 1946 في عين البيضاء ودفن بها بعمر ناهز 61 عام .
- . ولد محند اوبلقاسم خليل بهنشير اولاد خيار ببلدية كانروبار ام البواقي حاليا في خريف 1886وتوفي عام النخالة 1945